# ينس إينارسون
ينس إينارسون (27 ديسمبر 1954 - ) هو لاعب كرة يد آيسلندا. شارك في الألعاب الأولمبية الصيفية 1984.

## وصلات خارجية
- ينس إينارسون على موقع أوليمبيديا (الإنجليزية)